# 卡尔卡雷
卡尔卡雷（義大利語：Carcare），是意大利萨沃纳省的一个市镇。总面积10.36平方公里，人口5689人，人口密度549.1人/平方公里（2009年）。ISTAT代码为009018。